# سرگئی چرنیشف
سرگئی چرنیشف (ترکی آذربایجانی: Sergey Çernışev؛ زادهٔ ۲۷ آوریل ۱۹۹۰) بازیکن فوتبال اهل روسیه است.
از باشگاه‌هایی که در آن بازی کرده‌است می‌توان به باشگاه فوتبال توران تووز، باشگاه فوتبال روان باکو، باشگاه فوتبال لکوموتیو لیسکی، باشگاه فوتبال دینامو استاوروپول، باشگاه فوتبال روستوف، و باشگاه فوتبال دینامو جی‌تی‌سی استاوروپول اشاره کرد.
وی همچنین در تیم ملی فوتبال زیر ۲۱ سال جمهوری آذربایجان بازی کرده‌است.